# Honti György (vegyészmérnök)
Honti György, születési nevén Deutsch György (Miskolc, 1920. január 13. – Budapest, 2013. szeptember 11.) vegyészmérnök.
Mozgalmas életútja során több szakterületen is maradandót alkotott; vegyészmérnökként mint a Vegyiműveket Tervező Vállalat (VEGYTERV) főmérnöke (később műszaki igazgatóhelyettese) részt vett a magyar vegyipar máig meghatározó létesítményeinek (Borsodi Vegyi Kombinát, Tiszai Vegyi Kombinát, Péti Nitrogénművek stb.) fejlesztésében és beruházásaiban, nyugdíjba vonulását követően pedig az Interauditor Kft. ügyvezetőjeként volt kiemelkedő szerepe a rendszerváltás során az állami vállalatok gazdasági társaságokká szervezésében (vízi- és gázközmű cégek, ÁFOR), majd a rendszerváltást követően a privatizációs folyamatok vagyonértékelésekkel, tanácsadással való támogatásában.

## Tanulmányai, életútja
Deutsch Dezső (eredetileg nyomdász, aki miután az első világháború után őrmesterként leszerelt, cipészműhelyt majd boltot nyitott) és Fussmann Borbála gyermekeként született.
Mivel szülei nem akarták, hogy évet veszítsen, így elemi tanulmányait magántanulóként, „idő előtt” kezdte. 1926-ban már másodikosként csatlakozik be az elemi iskolába.
Később a miskolci Hunfalvy János reáliskolába járt, ahol a humán és reál tárgyak is érdekelték, jól tanult. Minden lehetséges versenyen elindult (és ezeket általában meg is nyerte), országos fizikai pályázaton harmadik helyezést ért el. 1937-ben kitüntetéssel érettségizett.
Hamar elkötelezte magát a természettudományok mellett, vonzotta a mérnöki pálya, de mivel a rajz nem volt erőssége, olyan irányt választott, ahol ennek nincs jelentősége: vegyészmérnök akart lenni.
Mivel zsidó származású volt, a numerus clausus törvény miatt nem tudott Magyarországon továbbtanulni,  Milánóba ment az R. Polytechnico di Milano egyetemre. Fél évig bejárt az órákra (minden mérnökhallgató számára közös, kiváló elméleti képzés, napi 4 óra szabadkézi rajzzal), mire kiderült, hogy nem veszik fel.
1938-ban a francia Université de Toulouse egyetemen (Institut de Chimie, később Institut de Genie Chimique) kezdte meg tanulmányait, ahol két magyar diáktársával, Gazdag Ervinnel és Pesti Barnabással lakott együtt. 1941-ben kitüntetéssel végzett mint vegyészmérnök.
1939-ben kapcsolatba került a francia ellenállási mozgalommal: a spanyol polgárháború után sok magyar fogoly került egy Toulouse közeli internálótáborba, ezek segítése volt az első akció, amelyben részt vett. Az évek során egyre aktívabb részt vállalt a szervezet életében, 1940-től a briançoni központú dél-franciaországi partizánszervezet tagja volt, ahol később fizetett munkatárs lett. 1943-ban bekerült a helyi vezetőségbe, majd Grenoble-ba helyezték át. 1944-ben felszámolták a magyar vezetőséget, 1945-ben háromhetes vándorlással Olaszországon és Ausztrián át jött haza Magyarországra.
Angol, francia, német és olasz nyelven is beszélt.
Gyermekei: lánya, Mária gyermekpszichológus, nagyobbik fia, Péter gépészmérnök, kisebbik fia, Zoltán operatőr.

## Szakmai pályája
1945-ben a nagy hírű Chinoin Gyógyszergyárban helyezkedett el mintegy kutatómérnök.
1946-ban a Jóvátételi Hivatal ipari osztályára került.
1948-tól az újonnan alakult Szénfeldolgozó Vegyipari Központnak lett a főigazgatója. Feladata volt a magyarországi kutatási és fejlesztési feladatok közvetlen szakmai irányítása a feladatok megfogalmazásától a kereskedelmi értékesítésig.
1950-től az akkori kor egyik legjelentősebb vegyipari tervezővállalata, a VEGYTERV dolgozója lett, ahol kezdetben tervezőmérnökként, később létesítményi főmérnökként dolgozott.
Munkája során szoros kapcsolatba került a magyar vegyipari vállalatok – többek között a Tiszai Vegyi Kombinát és a Péti Nitrogénművek – fejlesztéseivel és beruházásaival. Részt vett a Borsodi Vegyi Kombinát tervezésében és építésében Kazincbarcikán: létesítményi főmérnökként ő fogta össze a munkát.
1959-től előbb a Komplex, majd később a Chemokomplex külkereskedelmi vállalatoknál főosztályvezetői, majd igazgatóhelyettesi beosztásokban dolgozott.
Fő feladata az 1960-as évek elején folyó vegyipari fejlesztésekhez és beruházásokhoz szükséges készülékek és berendezések importja volt (piackutatás lefolytatása, a vegyipari cégek nemzeti fejlesztési tervének kidolgozása, a pályázati dokumentációk kidolgozása, az ajánlatok kiértékelése, a szerződéskötések előkészítése és megkötése stb.).
1965-ben visszatért a Vegyiműveket Tervező Vállalathoz mint műszaki-igazgatóhelyettes. Fő feladata a kutatási és fejlesztési munka szervezése és irányítása volt: az új módszerek kidolgozása és bevezetése a legmodernebb eszközök alkalmazásával (számítógépek, CAD, modellezés, adatfeldolgozás, folyamatábrák stb.) a mérnöki munkában, a tervezési és mérnöki munka felügyelete és ellenőrzése a szervezeti egységeknél, a K+F tevékenység irányítása (új módszerek, eljárások, eszközök), tanulmányok készítése a fejlesztések tervezéséhez és döntéshozatalhoz. Ezt a munkakört 20 évig, 1985-ben történt nyugdíjba vonulásáig töltötte be.
Aktív nyugdíjas életet folytatott, nyugdíjba vonulása után szakértőként illetve tanácsadóként dolgozott a VEGYTERV-ben, az Ipari és Kereskedelmi Kamaránál, illetve számos egyéb hazai és külföldi szervezetnél is.
1985-ben az UNIDO-tól, az ENSZ iparfejlesztési szervezetétől felkérést kapott egy, a vegyipar helyzetét elemző tanulmánysorozat elkészítésére. A feladat egy évre Bécsbe szólította.
1989-ben egy teljesen új szakmai területre lépett: osztrák befektetők bízták meg egy akkor alakuló nemzetközikönyvvizsgáló cég, az Interauditor Kft. ügyvezetésével. A megbízást csak arra a 2-3 évre vállalta el, amíg megfelelő utódot nem találnak helyette, de megbízása végül 17 évig tartott.

## Társasági tagságai, egyéb szakmai tevékenységei
- 1953-tól 1973-ig – társadalmi munkában – a Magyar Kereskedelmi Kamara Belga Tagozatának elnöke[5]
- Óraadó tanár a Budapesti Műszaki Főiskola posztgraduális képzésén
- A Veszprémi Egyetem (kémiai folyamat-technológia) adjunktusa
- Az UNIDO három műtrágya-ipar témájú konzultációjának az alelnöke
- Az UNIDO számos petrolkémiai, műtrágya- illetve gyógyszeripari témájú gyülésének és tanulmányának a tanácsadója és szakértője
- 1990-ben az Interauditor Kft. ügyvezetőjeként a Magyar Vegyipari Szövetség (MAVESZ) egyik alapítója, elnökségi tagja
- 2001-től 2011-ig a Magyar Vegyipari Szövetség Ellenőrző Bizottságának elnöke
- Több kutatóintézet tudományos tanácsának tagja
- Meghívott előadója és elnöke számos nemzetközi konferenciának és szimpóziumnak

## Díjai, elismerései
- Eötvös Loránd-díj (1980)

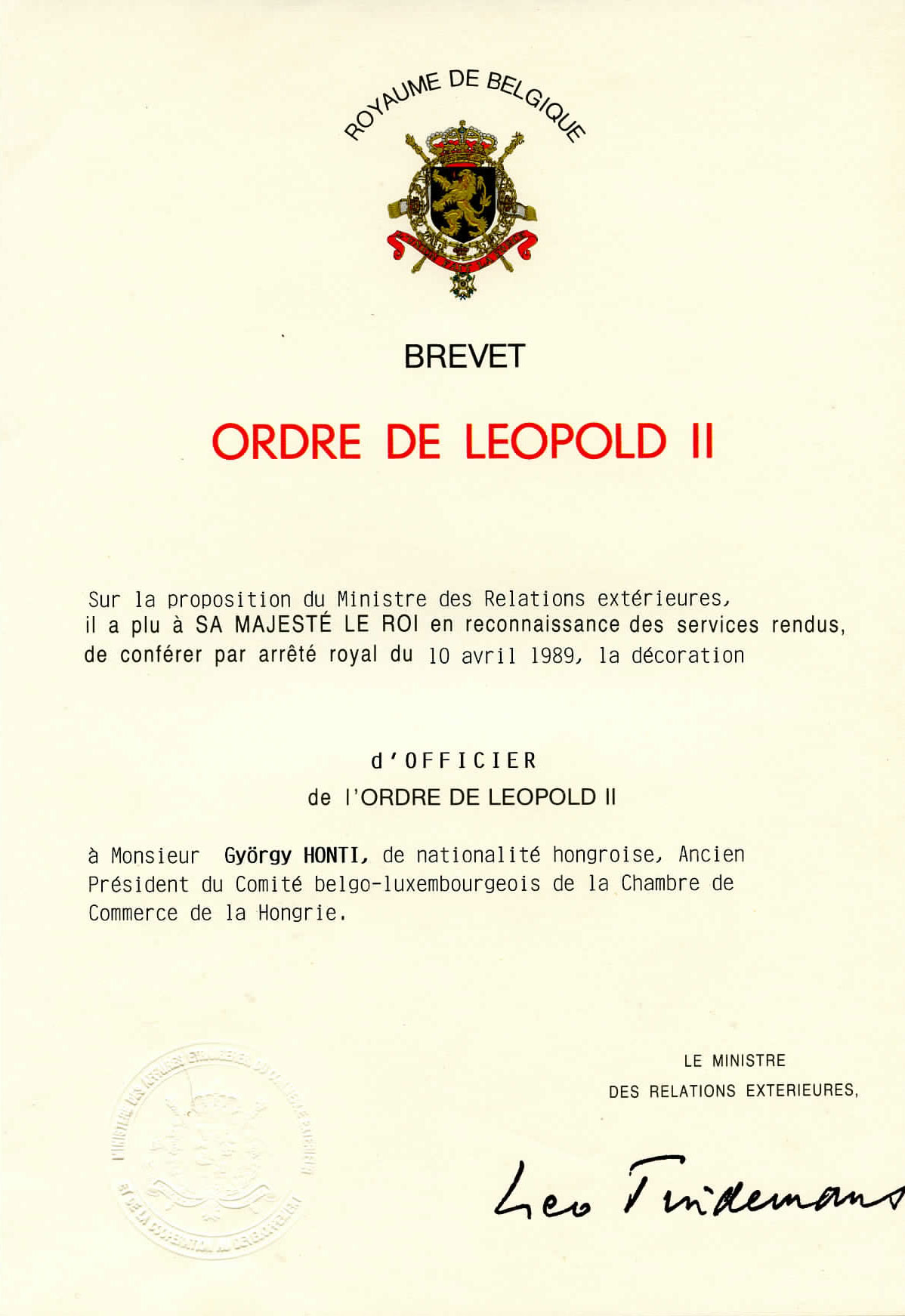
A II. Lipót-rendhez adományozott oklevél (Honti György, Officier fokozat, 1989. április 10.)

- II. Lipót-rend Officier fokozat (1989)
- MAVESZ elismerő oklevele és emlékplakettje[6] (2010) – a hazai vegyipar fenntartható fejlődése érdekében végzett kiemelkedő tevékenységéért

## Főbb művei

### Könyvek
- The Nitrogen Industry[7] (Akadémiai Kiadó, 1976) – két kötetes összefoglaló szakkönyv a nitrogénipari és ammóniagyártási szakismeretekről ISBN 963-05-0228-3
- Nitric Acid and Fertilizer Nitrates (társszerző, Marcel Dekker Inc., 1985, New York) ISBN 0-8247-7332-2

### Jelentősebb tanulmányok
- Case study on the energy conservation in the ammonia production processes (Economic Comission for Europe, 1980)
- Case study on the Energy in the Nitrogen Industry (European Economic Commission)
- '‘Energy conservation in the Fertilizer Industry’' (tanácsadó, World Banks, 1982, Washington)
- UNIDO Model Form of Agreement for the Licensing of Patents and Know-how in the Petrochemical Industry (tanácsadó és szakértő, 1980-1985)
- UNIDO Model Form of Cost Reimbursable Contract For the Construction of Fertilizer Plants (szakértő, 1982-1985)
- UNIDO Model Form of Turnkey Lump Sum Contract for the Construction of Fertilizer Plants (szakértő, 1982-1985)
- UNIDO Model Form of Semi-turnkey Contract for the Construction of Fertilizer Plants (szakértő, 1982-1985)
- Sectoral Study on the Hungarian Chemical Industry (with special emphasis on the petrochemicals) (tanácsadó és témavezető, World Bank, 1984)
- The Petrochemical Industry in Developing Countries: Prospects and strategies (UNIDO, 1985)
- Capital Cost Control of Fertilizer Projects (UNIDO, 1986)
- '‘Development of the Hungarian Intermediates Subsector’' (tanácsadó és témavezető, World Banks, 1986-1987)
- '‘Development of the Hungarian Petrochemical Subsector’' (tanácsadó, World Banks, 1986-1987)
- Technology Profile on Mini-fertilizer Plants (UNIDO, 1987)

### Társszerzőkkel kiadott kiadványok
- Magyar Energiagazdaság (társszerző, Nehézipari Könyv- és Folyóiratkiadó Vállalat, 1952, Budapest) 1952. július
- A Magyar Tudományos Akadémia 1954. évi nagygyűlése(társszerző, Magyar Tudományos Akadémia, 1954, Budapest)
- A műtrágyagyárak tervezésének tudományos problémái (szerző, Akadémiai Kiadó, 1954, Budapest) A Magyar Tudományos Akadémia Kémiai Tudományok Osztályának Közleményei 5. évfolyam 1-2. szám 157-162. oldal
- A Magyar Tudományos Akadémia Kémiai Tudományok Osztályának Közleményei (társszerző, Magyar Tudományos Akadémia, 1955, Budapest) 5. kötet
- Keresztes Mátyás: Nitrogénipar (lektor, Műszaki Könyvkiadó, 1955, Budapest)
- A. G. Kaszatkin: Alapműveletek gépek és készülékek a vegyiparban (lektor, Műszaki Könyvkiadó, 1956, Budapest)
- Kémiai technológia (szerkesztő, Tankönyvkiadó, 1959, 1961, Budapest)
- Az Európai Gazdasági Bizottság tevékenysége 1947-1972[halott link] (fordító, Országos Műszaki Könyvtár és Dokumentációs Központ, 1973, Budapest)
- Az ember és a környezet higanyszennyeződése (fordító, Országos Műszaki Könyvtár és Dokumentációs Központ, 1973, Budapest)
- Problemy sozdanija i ispolʹzovanija sovremennyh sistem kontrolja i upravlenija himiko-tehnologičeskimi processami v hode proektirovanija (szerző, Méréstechnikai és Automatizálási Tudományos Egyesület, 1977, Budapest)
- Rendszeres publikációk a Magyar Kémikusok Lapja kiadványban (Magyar Kémikusok Egyesülete, Budapest):
  - A szénfeldolgozó vegyipar problémái és tervei (szerző, 1949) 4. évfolyam 2. szám 78-79. oldal
  - Nehézvegyipari üzemek energiagazdálkodása (szerző, 1952) 7. évfolyam 10. szám 300-305. oldal
  - Acetiléndúsítási eljárások (szerző, 1958) 13. évfolyam 5-6. szám 221-227. oldal
  - Műtrágyaipar a Kínai Népköztársaságban (szerző, 1959) 14. évfolyam 7. szám 269-273. oldal
  - A nitrogénipar világhelyzete (szerző, 1960) 15. évfolyam 5-6. szám 202-209. oldal
  - Digitális számítógépek programozása (társszerző, 1962) 17. évfolyam 9. szám 400-404. oldal
  - A digitális számítógépek működésének alapjai (társszerző, 1962) 17. évfolyam 10. szám 460-465. oldal
  - Számítógépek a kísérleti és kutatómunkában (társszerző, 1962) 17. évfolyam 11. szám 516-521. oldal
  - Számítógépek a vegyipari tervezésben (társszerző, 1962) 17. évfolyam 12. szám 552-556. oldal
  - Elektronikus számítógépek felhasználása az üzemi gyakorlatban (társszerző, 1963) 18. évfolyam 5. szám 231-235. oldal
  - Elektronikus számítógépek alkalmazása a vegyipari üzemek automatizálására (szerző, 1963) 18. évfolyam 9. szám 423-430. oldal
  - A korszerű szerelés problémái a vegyipari gyárépítésben I.: Tervezés és előkészítés (szerző, 1971) 26. évfolyam 7. szám 320-326. oldal
  - A korszerű szerelés problémái a vegyipari gyárépítésben II.: Kivitelezés (szerző, 1971) 26. évfolyam 8. szám 369-375. oldal
  - Vegyipari üzemek optimális tervezése (szerző, 1971) 26. évfolyam 9. szám 456-459. oldal
  - Válasz Maráczi István és Rákosi Péter hozzászólásához (szerző, 1972) 27. évfolyam 6. szám 317-319. oldal
  - Fejlesztési tendenciák a világ vegyipari technológiájában (szerző, 1972) 27. évfolyam 10. szám 485-496. oldal
  - A felületaktív anyagok és gyártásuk fejlődése az utóbbi évtizedben (szerző, 1976) 31. évfolyam 1. szám 42-52. oldal
  - Közép- és nagynyomású eljárások és eljárástechnika (szerző, 1977) 32. évfolyam 12. szám 667-672. oldal
  - Nitrogén és energia (szerző, 1979) 34. évfolyam 8. szám 353-364. oldal
  - Energetika és vegyipari generáltervezés (szerző, 1981) 36. évfolyam 4-5. szám 174-178. oldal
  - Energiaracionalizálás technológiai módszerekkel (szerző, 1981) 36. évfolyam 11. szám 567-572. oldal
  - Ammóniaszintézis és műtrágyagyártás (szerző, 1985) 40. évfolyam 2. szám 77-86. oldal

### Konferencia-anyagok
- Milestones in ammonia synthesis technology (Chemical Process Engineering, 1967, London)
- Modelling and simulation in the chemical industries (IFAC-DISCOP Symposion, 1971, Győr)
- Integration dans l'industrie chimique europeenne francia (ABEC OF BRUXELLES, 1971) és olasz nyelven (Chamber of Commerce of Milan, 1973)
- Problemes generaux rencontres dans l'emploi des calculateurs electroniques dans l'etude des procedes et usines chimiques (Congres International "Emploi des Calculateurs Electroniques en Genie Chimique", 1973, Párizs)
- Biochemical industry, a new field for engineering and contracting activity (Hungarian Heavy Industries, 1973, Budapest)
- Factors affecting the choice of fertilizer facilities in Hungary (International Conference on Granular Fertilizers and Their Production, 1977, London)
- Integrated storage, transport, mixing and handling systems for bulk and bagged fertilizers (Second International Conference on Fertilizers, 1978, London)
- Energy conservation in the nitrogen industry (Third International Conference on Fertilizers, 1981, London)
- Energy conservation in ammonia plants (UNIDO Technical Conference on Ammonia Fertilizer Technology, 1982, Peking)
- From the laboratory to the plant (Scale-up) (UNIDO technical consultation in the Production of Drugs in a Multipurpose Plant, 1982, Budapest)